# Lê Hòa Bình
Lê Hòa Bình (1 tháng 4 năm 1970 – 29 tháng 3 năm 2022)  là một chính khách người Việt Nam. Ông là Ủy viên Ban Thường vụ Thành ủy Thành phố Hồ Chí Minh, phó Chủ tịch Ủy ban nhân dân Thành phố Hồ Chí Minh nhiệm kì 2016 - 2021, phó Chủ tịch Thường trực Ủy ban nhân dân Thành phố Hồ Chí Minh nhiệm kì 2021 - 2026.

## Lý lịch và học vấn
Ông sinh ngày 1 tháng 4 năm 1970, quê quán tại tỉnh Quảng Ngãi.
Trình độ học vấn:
- Kỹ sư xây dựng
- Thạc sĩ kỹ thuật
- Cao cấp lý luận chính trị

## Sự nghiệp
Từ năm 1994 đến năm 2014: công tác tại Tổng Công ty xây dựng Sài Gòn, công ty Xây dựng Rodio, Công ty Kiểm định xây dựng Sài Gòn, ban Quản lý dự án Nâng cấp đô thị Thành phố Hồ Chí Minh, ban Quản lý Đầu tư Xây dựng công trình nâng cấp đô thị Thành phố Hồ Chí Minh.
Tháng 12/2014, ông được bổ nhiệm làm Phó Giám đốc Sở Xây dựng Thành phố Hồ Chí Minh.
Đến tháng 10/2015, ông được bầu là Ủy viên Ban Chấp hành Đảng bộ TP.HCM khóa X, nhiệm kỳ 2015-2020.
Tháng 3/2016, ông được điều động làm Chủ tịch UBND quận 7.
Tháng 4/2019, ông được điều động về lại Sở Xây dựng Thành phố Hồ Chí Minh và được bổ nhiệm giữ chức Giám đốc Sở này.
Đến tháng 10/2020, ông được bầu vào Ban Thường vụ Thành ủy TP.HCM khóa XI, nhiệm kỳ 2020-2025.
Ngày 8/12/2020, tại kỳ họp thứ 23, Hội đồng Nhân dân Thành phố Hồ Chí Minh khóa IX, ông được bầu giữ chức Phó Chủ tịch Ủy ban Nhân dân Thành phố Hồ Chí Minh nhiệm kì 2016 - 2021.
Ngày 24/6/2021, tại kỳ họp thứ 1, Hội đồng Nhân dân Thành phố Hồ Chí Minh khóa X, ông tiếp tục được bầu giữ chức Phó Chủ tịch Ủy ban Nhân dân Thành phố Hồ Chí Minh nhiệm kì 2021 - 2026.
Ngày 25/12/2021, UBND TP.HCM có quyết định phân công ông làm Phó Chủ tịch Thường trực UBND TP, phụ trách giúp chủ tịch UBND TP chỉ đạo, giải quyết hồ sơ, công việc hàng ngày và phân công phó chủ tịch, ủy viên UBND TP tham dự các hoạt động của các cơ quan trung ương, Thành ủy, HĐND và các cơ quan, đơn vị thuộc Thành phố Hồ Chí Minh.

## Qua đời
Khi đang trên đường đi dự khởi công cầu Rạch Miễu 2, Lê Hòa Bình gặp tai nạn giao thông trên cao tốc Hồ Chí Minh – Trung Lương. Trưa ngày 29 tháng 3 năm 2022, giám đốc Sở Y tế Long An Huỳnh Minh Phúc xác nhận rằng ông qua đời tại Bệnh viện Đa khoa tỉnh Long An. Ông được an táng tại Nghĩa trang Thành phố, thành phố Thủ Đức.
Ông được Chủ tịch nước Nguyễn Xuân Phúc truy tặng Huân chương Lao động hạng ba, vì đã có thành tích xuất sắc trong công tác phòng chống dịch Covid-19.